# Ahiret
Ahiret (ar.: 'الآخرة) je u islamu naziv za "onaj" ili "budući svijet". Suprotan Ahiretu je Dunjaluk, odnosno sadašnji svijet. Mnoge druge vjere diferenciraju između "fizičkog" i "nadprirodnog" svijeta, a u abrahamskim religijama diferencijacija i opisi ova dva svijeta je slična. Vjerovanje u Ahiret odnosno budući svijet, je jedna od najstarijih kulturnih značajki, ali i neriješenih tajni, svih naroda na svijetu.